# 上林苑
上林苑是中国秦汉时期的皇家园林，秦朝始建，汉武帝建元三年（公元前138年），加以扩建。上林苑地跨长安、咸阳、周至、户县、蓝田五县境，纵横300里，依漢華里換算約縱橫124公里。
南部是由今蓝田的焦岱镇（鼎湖宫）开始，向西经长安的曲江池（宜春宫）、樊川（御宿宫），沿终南山北麓西至周至（五柞宫）；北部是兴平的渭河北岸（黄山宫），沿渭河之滨向东。有霸、产、泾、渭、丰、镐、牢、橘八水出入其中。司马相如的《上林赋》：“终始灞浐、出入泾渭。沣镐涝潏，纡馀委蛇，经营乎其内。荡荡乎八川，分流相背而异态。东西南北，驰骛往来。”是依据水系为上林苑划定范围。灞、浐二水自始至终不出上林苑；泾、渭二水从苑外流入又从苑内流出；沣、镐、涝、潏四水纡回曲折，周旋于苑中。

## 概說
设苑门十二座。上林苑外围以终南山北坡和九崤山南坡、关中八条大河及附近天然湖泊为背景，重要池苑有昆明池、影娥池、琳池，太液池四处。昆明池位于汉长安城西南，约一百余公顷，具有训练水军、水上游览、渔业生产、模拟天象，蓄水生活等功能。池中置动物石雕，附近亦开发自然风景，建置观、台建筑。影娥池和琳池为汉武帝赏月玩水的观景之处。太液池則在建章宫中，池中筑三岛模拟东海三山。
上林苑地域辽阔，面積約是日本九州島的一半或是台灣大安溪以北的面積，地形复杂，有极为丰富的天然植被和人工载植的树木。近旁豢养百兽，放逐各处。还设大量台观建筑及供应皇室所需的手工作坊。

## 建築
- 建章宮
- 昭台宮：位於建章宮南方，漢宣帝廢后霍成君在被廢後遷居於此。
- 雲林館：霍成君被廢後居於昭台宮，12年後再遷居此處。
- 宜春苑：遊憩之用。
- 御宿苑：宮人住宿之處。
- 思賢苑、博望苑：為皇太子所設，用以招待賓客之地。
- 宣曲宮：演奏音樂之用。
- 犬台宮、走狗觀、走馬觀、魚鳥觀：觀看賽狗、賽馬和觀賞魚鳥之用。
- 觀象觀、白鹿觀：飼養和觀賞大象、白鹿之用。
- 葡萄宮：種植西域葡萄之地。
- 扶荔宮：種植南方花果之處。
- 平樂觀：角抵表演場所。
- 繭觀：飼養桑蠶。
- 承光宮
- 儲元宮
- 陽祿觀
- 陽德觀
- 鼎郊觀
- 三爵觀
- 昆明池
- 鎬池
- 祀池
- 麋池
- 牛首池
- 蒯池
- 积草池
- 东陂池
- 当路池
- 大一池
- 郎池

## 明代
明代的上林苑即南苑，別稱「南海子」，元代稱為「飛放泊」。明代稱南海子，至清代改為現稱。其具體位置，位於京師永定門外、約今北京市大興縣黃村鎮東南26千米、鳳河東岸，明初稱為上林苑，改名蕃育署，人稱為采育上林苑。
北京上林苑是以元代「下馬飛放泊」（為蒙古皇親貴族飼育老鷹、隼、海東青等猛禽的培育基地，小名「小海子」）的腹地改建，永樂年間成立作為皇家別苑既皇宮特供農場。
傳說早在洪武年間，太祖朱元璋便有構思，要建立繼皇宮御菜園之後的另一座皇家特供農場，但受朝中大臣以「妨民業」為由來勸阻而作罷，直至永樂年間才確定設立。農場的工作最初細分十署，在這裡勞作的人力，則招募一般平民、以及部分大內宦官遴選之落選者，充作「海戶」。

## 外部連結
[在维基数据编辑]
 《欽定古今圖書集成·明倫彙編·官常典·上林苑部》，出自陈梦雷《古今圖書集成》